# Maladera sumbawana
Maladera sumbawana är en skalbaggsart som beskrevs av Brenske 1899. Maladera sumbawana ingår i släktet Maladera och familjen Melolonthidae. Inga underarter finns listade i Catalogue of Life.